# Maciej Zieliński (kompozytor)
Maciej Zieliński (ur. 29 marca 1971 w Warszawie) – polski kompozytor.

## Życiorys
W 1996 ukończył z wyróżnieniem warszawską Akademię Muzyczną w klasie kompozycji Mariana Borkowskiego. W latach 1993–1997 brał udział w Międzynarodowych Kursach dla Młodych Kompozytorów organizowanych przez Polskie Towarzystwo Muzyki Współczesnej oraz w I Międzynarodowych Spotkaniach Młodych Kompozytorów w Apeldoorn w Holandii, gdzie doskonalił swoje umiejętności pod kierunkiem Louisa Andriessena, Osvaldasa Balakauskasa, Martina Bresnicka, Petera Michaela Hammela, Zygmunta Krauzego, Hanny Kulenty, Daryla Runswicka, Witolda Szalonka, Jōjiego Yuasy i innych. W latach 1998–1999 odbył studia podyplomowe w Royal Academy of Music w Londynie w klasie kompozycji Paula Pattersona.
W 1996 uczestniczył w duńskim projekcie pod nazwą „96 Churches”, komponując utwór tractus będący polską częścią European Requiem. W 2000 jego utwór Lutosławski in memoriam został wybrany przez Associated Board of Royal Schools of Music do programu egzaminacyjnego szkół angielskich na lata 2000–2006.
Jego utwory były wykonywane na wielu festiwalach, m.in. na Gdańskich Spotkaniach Młodych Kompozytorów „Droga” (1994), Festiwalu „Warszawska Jesień” (1994, 1995, 1998, 2004), Forum Młodych Kompozytorów w Krakowie (1994), Festiwalu Muzyki Elektronicznej w Pradze (1995), Synthesizer-Musik-Festival w Brunszwik w Niemczech (1995), Dniach Muzyki Ryszarda Bukowskiego we Wrocławiu (1995, 1996), International Festival of Choral Art „Jihlava ’96” w Czechach (1996), „Musica Polonica Nova” we Wrocławiu (1996), Międzynarodowym Festiwalu Muzyki Współczesnej „Two Days and Two Nights in Odessa” (1996), European Youth Music Festival Copenhagen ’96 w Danii (1996), Forum Lutosławskiego w Warszawie (1996, 1998), Międzynarodowy Festiwal Muzyki Sakralnej „Gaude Mater” w Częstochowie (1997), Musica del Novocento w Rzymie (1998), Park Lane Festival w Londynie (1999), 200 Years of Russian Music w Londynie (1999), Commemorative Concert for Witold Lutosławski w Londynie (1999), Audio Art w Warszawie (1999), World Music Days w Bukareszcie (1999), Warszawskie Spotkania Muzyczne (1999, 2000, 2004, 2005).
Maciej Zieliński otrzymał wiele nagród na konkursach kompozytorskich w kraju i za granicą, m.in.: II nagrodę Kapituły Krytyków II Forum Młodych Kompozytorów w Krakowie (1994), II nagrodę w I Konkursie Młodych Kompozytorów „Musica Sacra” (1995), II nagrodę w Międzynarodowym Konkursie Muzyki Syntezatorowej i Komputerowej w Brunszwiku (1995) za Alone in a Crowd..., III nagrodę w Międzynarodowym Konkursie Kompozytorskim „Jihlava ’96” w Czechach (1996) za Domine, quis habitabit, III nagrodę w Ogólnopolskim Konkursie Kompozytorskim w Gdańsku (1997), Josiah Parker Composition Prize w Wielkiej Brytanii (1999), Alan Bush Composition Prize w Wielkiej Brytanii (1999), nagrodę główną w Konkursie Polskiego Towarzystwa Muzyki Współczesnej na Projekt Multimedialny (Clouds)(1999). Otrzymał również Stypendium Ministra Kultury i Sztuki (1995) oraz British Council Fellowship Award (1998). 
Jego kompozycje wydawały takie wytwórnie fonograficzne, jak Dux, Acte Préalable, Polskie Nagrania Edition, a także były emitowane przez wiele radiofonii europejskich. Płyta z jego I Kwartetem smyczkowym (1994) w wykonaniu żeńskiego kwartetu Dafô i wydana przez wytwórnię Dux otrzymała nagrodę Fryderyk 2002.
Jako juror i moderator uczestniczył w wielu konkursach kompozytorskich, m.in. im. Tadeusza Bairda, „Musica Sacra”, w międzynarodowym konkursie kompozytorskim w Radziejowicach (2000) oraz w ISCM World Music Days 2002 i 2004. Jest członkiem Związku Kompozytorów Polskich, Polskiego Towarzystwa Muzyki Współczesnej, Stowarzyszenia Artystów i Wykonawców Polskich oraz Stowarzyszenia Autorów ZAiKS. Od 2002 pełni funkcję wiceprezesa Polskiego Towarzystwa Muzyki Współczesnej. Od 2004 jest członkiem Zarządu Oddziału Warszawskiego Związku Kompozytorów Polskich, a od 2005 członkiem Komisji Rewizyjnej ZAiKS-u. W 2013 otrzymał Odznakę Honorową Stowarzyszenia Autorów ZAiKS.

## Twórczość
Ważne miejsce w jego twórczości zajmuje muzyka poważnej. Jego idiomem jest wyrazista ekspresja, dbałość o szczegóły formy i języka muzycznego, przy zróżnicowaniu obsady i środków wykonawczych. Stosuje nieregularne grupy rytmiczne (także polirytmię) i techniki glissandowe (Shining, 1996). W Concerto inquieto (2010) sięgnął po technikę dodekafoniczną, rozbijając równocześnie serie na nieregularne grupy, przez co uzyskał poszarpany i „neurotycznie” niepokojący tok narracji.
Jednak twórczość Zielińskiego to w dużej części muzyka filmowa, teatralna i rozrywkowa. Skomponował i zaaranżował wiele piosenek do produkcji telewizyjnych. Jego najbardziej znaną piosenką jest Kto wie? w wykonaniu zespołu De Su, która przez dwa lata z rzędu gościła na pierwszych miejscach list przebojów (2000, 2001), stając się jedną z najczęściej emitowanych piosenek świątecznych w Polsce.
Skomponował także muzykę do kilkuset reklam wielu znanych firm i brandów. Do jego największych sukcesów na tym polu należy piosenka Najmilsza chwila poranka, temat przewodni ERY GSM i kilka kampanii dla tej firmy (1997–1999) oraz nagrody Tytan ’93 (Kawa Jacobs), Tytan ’96 (Coca-Cola Christmas Charity) i Kreatura 2000 za najlepszą muzykę (Procter&Gamble Ciepło-Zimno).

## Kompozycje
(na podstawie materiałów źródłowych)
|  | - Miniatura na kwartet smyczkowy (1989) - Wariacje na klarnet solo (1991) - Concertino na klarnet i fortepian (1991) - Miniatury na orkiestrę kameralną (1992) - Perchoir na chór mieszany i perkusję (1992–93) - Capriccio na klarnet i fortepian (1993) - Musica per archi A.D. 1993 (1993) - Sonata na akordeon (1993) - Alone in a Crowd... na saksofon altowy i taśmę (1994) - Vox Humana (wersja I) na perkusję i wiolonczelę amplifikowaną (1994) - I Kwartet smyczkowy (1994) - Capriccio na skrzypce solo (1995) - Domine, quis habitabit na chór mieszany a cappella (1995) - Clouds na taśmę (1995) - I Koncert fortepianowy (1995) - Tractus na chór mieszany a cappella (1996) - Three Phrases na klarnet, puzon, fortepian i wiolonczelę (1996) - Shining na orkiestrę smyczkową (1996) | - A. na saksofon altowy i fortepian (1996) - I Symfonia na orkiestrę (1996) - Abruzzo – Imaginary Landscape na orkiestrę kameralną (1997) - Capriccio na zespół kameralny (lub orkiestrę kameralną) (1998) - On First Looking into Chapman’s Homer na chór żeński a cappella (1998) - Lutosławski in memoriam na obój i fortepian (1998–1999) - Brass Quintet (1999) - Vox Humana (wersja II) na wiolonczelę solo (1999) - Oratio na organy solo (2000) - Fallen Angel na perkusję i taśmę (2003), wyk. Warszawska Jesień, 2004 - Sololis na fortepian solo (2004) - Trio for M.B. na klarnet, skrzypce i wiolonczelę (2004) - Shining II na orkiestrę smyczkową (2006) - Concerto Inquieto na klarnet i orkiestrę (2010) - Barocode I na skrzypce, altówkę i orkiestrę smyczkową (2011) - V Symphony (2012) - Concello na wiolonczelę i orkiestrę smyczkową (2013) - Violincerto na skrzypce i orkiestrę kameralną (2013) |

## Muzyka filmowa
- 1996 – Gry uliczne
- 2000 – Świąteczna przygoda, wspólnie z Rafałem Wnukiem
- 2004 – Nigdy w życiu!
- 2004 – Kryminalni
- 2006 – Tylko mnie kochaj
- 2006 – Dublerzy
- 2007 – Dlaczego nie!
- 2007 – Barwy szczęścia
- 2008 – To nie tak jak myślisz kotku
- 2008 – Nie kłam kochanie
- 2011 – Och Karol 2
- 2014 – Fotograf – nominacja do Polskiej Nagrody Filmowej, Orzeł 2016 w kategorii najlepsza muzyka
- 2014 – Na sygnale
- 2015 – Wkręceni 2
- 2016 – Sługi boże – nominacja do Polskiej Nagrody Filmowej, Orzeł 2017 w kategorii najlepsza muzyka
- 2022 – Gierek
- 2022 – Święta inaczej
- 2023 – Dzisiaj śpisz ze mną
- 2025 – O psie, który jeździł koleją 2